# Wirtschaftsgebäude Hauptstraße 30
Das Wirtschaftsgebäude Hauptstraße 30 in Ganderkesee-Falkenburg in der Farster Bauerschaft, 4 Kilometer westlich vom Ortskern, wurde im 19. Jahrhundert gebaut.

Das Gebäude wird aktuell (2023) als Teil eines Veranstaltungszentrums genutzt.
Das Gebäude steht unter Denkmalschutz (siehe auch Liste der Baudenkmale in Ganderkesee).

## Beschreibung
Das eingeschossigen traufständige verputzte Wirtschaftsgebäude mit Krüppelwalmdach stammt aus dem frühen 19. Jahrhundert und könnte im Kern noch vor 1824 gebaut worden sein. Rechts und links stehen Anbauten mit Satteldach; rechts verbunden mit dem Amtshaus.
Das Niedersächsische Landesamt für Denkmalpflege befand: „… geschichtliche  Bedeutung … als beispielhaftes klassizistisches Wirtschaftsgebäude … städtebauliche Bedeutung für die Anlage des Amtshofes …“
Auf der Hofanlage und im weitläufigen Dorfpark Falkenburg stehen noch quer dazu das denkmalgeschützte Amtshaus Falkenburg von 1824 als Gästehaus des Seminar- und Veranstaltungsortes sowie andere Gebäude (Fleet, Bibelscheune, Scheune, Remise, weiteres Gästehaus).